# 緞子鼠
緞子鼠，也叫熊貓鼠（日语：パンダマウス）、多色小白鼠，是小家鼠的馴化類型，常作寵物飼養。
雖然很早就有人工飼養鼠類的模糊記載，但小家鼠的大規模馴化始於江戶中後期的日本。（1775年）、（1787年）兩部鼠類飼育專著都描繪了帶有花斑的緞子鼠和寵物大鼠。19世紀，日本的緞子鼠傳入歐洲，逐漸在西方流行起來。